# Janvier 1871

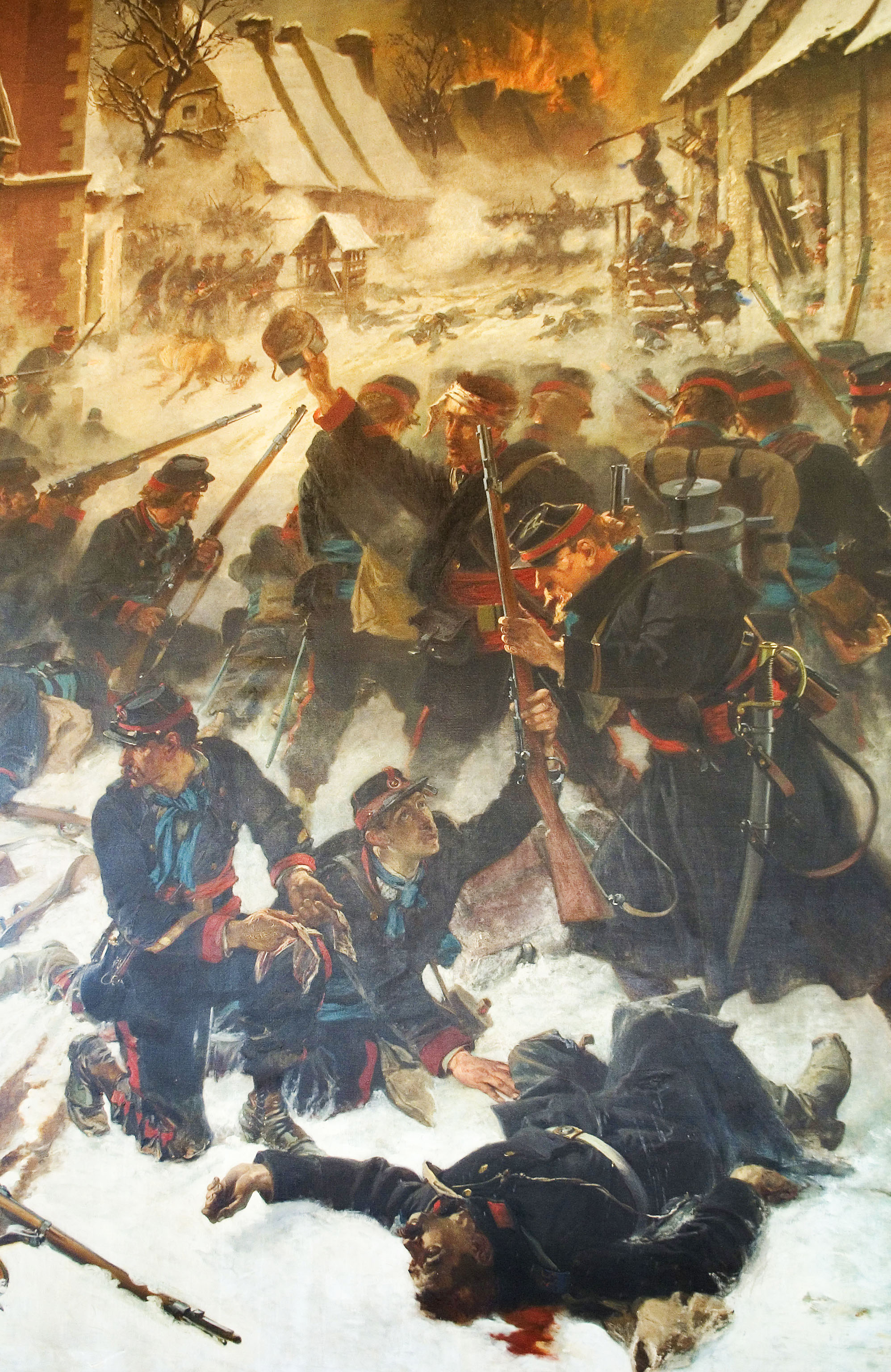
3 janvier : Bataille de Bapaume (1871)

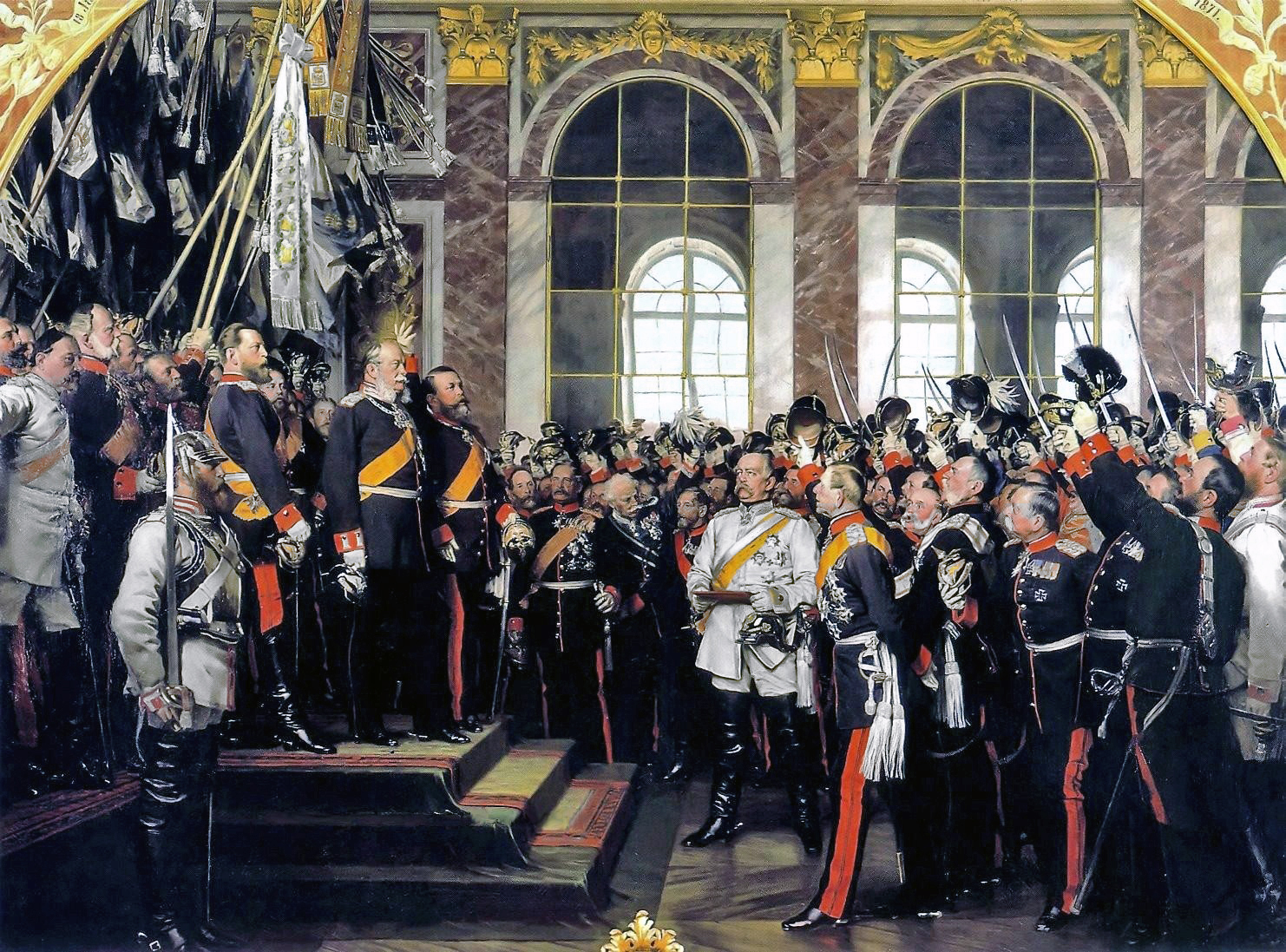
18 janvier: Le roi de Prusse proclamé Empereur Allemand en la Galerie des Glaces du palais de Versailles

## Événements
- 3 janvier, France : échec de l'armée du Nord (Général Faidherbe) à Bapaume.

- 8 janvier, France : victoire française à la bataille de Villersexel.

- 10 janvier, France : défaite de l'héroïque seconde Armée de la Loire au Mans.

- 15 janvier, France : échec à Héricourt de l'armée de l'Est (Général Bourbaki) qui doit se réfugier en Suisse.

- 17 janvier, France : Apparition supposée de la Sainte Vierge aux enfants du hameau de Pontmain (Mayenne) incitant à la prière et à la confiance.

- 18 janvier : Proclamation du roi de Prusse Guillaume Ier comme Empereur Allemand de l'Empire allemand dans la galerie des Glaces du château de Versailles.

- 19 janvier, France :
  - défaite de l'armée du Nord (Faidherbe) à Saint-Quentin;
  - échec sanglant d'une tentative de sortie de l'armée de Paris à la bataille de Buzenval.

- 21 - 23 janvier, France : résistance de Garibaldi à la troisième bataille de Dijon.

- 22 janvier, France : soulèvement à Paris contre le gouvernement de Défense nationale. Le maire-adjoint Gustave Chaudey ordonne de tirer sur la foule.

- 28 janvier, France : Capitulation de Paris, après un long siège (18 septembre 1870-28 janvier 1871). Signature de la convention d'armistice entre le comte de Bismarck, chancelier de l´Empire allemand et Jules Favre, ministre des affaires étrangères du gouvernement de la Défense nationale.

- Algérie : révolte des Spahis de la région de Constantine à la fin du mois.

## Naissances
- 3 janvier : Henri Parmentier, archéologue français.
- 3 janvier : Karl Hauss, homme politique allemand.
- 7 janvier : Émile Borel, né à Saint-Affrique dans l'Aveyron, mathématicien et homme politique français († 1956).
- 30 janvier : Wilfred Lucas, acteur.

## Décès
- 8 janvier : Louis Chéry, peintre français (° 1790)
- 25 janvier : Proby Thomas Cautley, ingénieur et paléontologue britannique
- 29 janvier : 
  - Philippe Aubert de Gaspé, seigneur et écrivain.
  - François Grzymała, officier et écrivain polonais (° 1780).
- 31 janvier : John Ross (homme politique), politicien.